# Simone White
Simone White (ur. 7 lutego 1970 na Hawajach), amerykańska piosenkarka i aktorka.
Jej utwór The Beep Beep Song, został wykorzystany w reklamie Audi R8, w Wielkiej Brytanii, Polsce, Holandii, Szwecji, Litwie oraz Republice Południowej Afryki.

## Dyskografia

### Albumy
- The Sincere Recording Company Presents Simone White (2003)
- I Am the Man (2007)
- Yakiimo (2009)

### Single
- The American War (2007)

### Muzyka filmowa
- 3 Little Bird do Jak ugryźć robala

## Filmografia

### Aktorka
- 2006: Jak ugryźć robala jako nauczycielka Woody'ego
- 2001: The Truth Game jako Alex
- 1996: Dead London jako Jen
- 1984: The Wild Life jako Brenda

### Scenariusz
- 1996: Dead London